# Vaqueros de Bayamón
O Vaqueros de Bayamón é um clube profissional de basquetebol situada na cidade de Bayamón, Porto Rico que disputa atualmente a BSN. Manda seus jogos no Coliseu Ruben Rodriguez com capacidade para 12.000 espectadores e é uma das franquias de maior sucesso em Porto Rico tendo como último título conquistado em 2009.

## Títulos

### Baloncesto Superior Nacional
- - Campeão (14x):1933, 1935, 1967, 1969, 1971, 1972, 1973, 1974, 1975, 1981, 1988, 1995, 1996 e 2009
  - Finalista (8x):1930, 1934, 1970, 2001, 2002, 2005, 2010 e 2016